# Pelatachina tibialis
Pelatachina tibialis är en tvåvingeart som först beskrevs av Fallen 1810.  Pelatachina tibialis ingår i släktet Pelatachina och familjen parasitflugor. Arten är reproducerande i Sverige. Inga underarter finns listade i Catalogue of Life.